# Hunt for Exomoons with Kepler
La Caza de Exolunas con Kepler (en inglés: Hunt for Exomoons with Kepler, HEK) es un proyecto cuyo objetivo es buscar exolunas, satélites naturales de exoplanetas, utilizando datos recogidos por el telescopio espacial Kepler. Fundado por el exomoonólogo británico David Kipping y afiliado al Centro de astrofísica Harvard-Smithsonian, HEK presentó su primer artículo el 30 de junio de 2011. Desde entonces, HEK ha presentado cinco artículos más, encontrando alguna evidencia de una exoluna alrededor de un planeta que orbita Kepler-1625b en julio de 2017.

## Trabajo científico
HEK busca exolunas de dos maneras: variación de la velocidad radial y variación de tiempo de tránsito, las cuales se basan en alteraciones de la señal básica producida por el planeta. Para las lunas detectadas de la primera manera, los cambios sinusoidales en la longitud de onda de la luz de la estrella anfitriona creada por el planeta pueden ser modulados ligeramente por una luna del planeta. En el segundo método, el intervalo en el que un planeta transita por su estrella anfitriona puede acortarse o alargarse ligeramente bajo la influencia gravitacional de una luna, revelando su existencia.
En su primer artículo, Hunt for Exomoons with Kepler seleccionó varios candidatos a planeta Kepler como objetivos de búsqueda, basándose en la probabilidad y detectabilidad de lunas potenciales alrededor de los planetas. Un segundo artículo, publicado a principios de 2013, que cubre las propiedades de siete de los planetas candidatos, no reveló lunas, pero permitió a los astrónomos limitar las relaciones de masa luna-planeta para los planetas. Un tercer artículo, aceptado por el Astrophysical Journal, analizó las señales de tránsito y velocidad radial de Kepler-22b, la primera y única zona habitable. Planeta analizado por el equipo HEK en julio de 2013. Sin embargo, al igual que en búsquedas anteriores, no se descubrieron lunas de manera concluyente, lo que limita la masa máxima de una luna Kepler-22b por debajo de 0,54 masas terrestres con un 95% de confianza.
A pesar de la falta de resultados positivos en un año y medio de funcionamiento, varios comentaristas, incluido Shannon Hall de Universe Today y Markus Hammonds de Discovery News, han expresado su esperanza de que haya miles de millones de exolunas. muchos de ellos habitables y aún quedan en la Vía Láctea. Citando el hecho de que los primeros exoplanetas no se encontraron en los primeros esfuerzos de descubrimiento, y el hecho de que la Vía Láctea es extremadamente grande y diversa, ambos comentaristas sostienen que eventualmente se encontrarán exolunas.
En julio de 2017, el proyecto informó evidencia débil de un conjunto de lunas similares a Io y evidencia de una luna alrededor del planeta que orbita Kepler-1625.